# Триліський район (Черкаська округа)
Триліський район — адміністративно-територіальна одиниця Черкаської округи Київської губернії Української РСР з адміністративним центром у селі Триліси.

## Населення
Станом на 1923 рік кількість населення району становила 29 408 осіб.

## Історія та адміністративний устрій
Утворений 7 березня 1923 року, відповідно до постанови Всеукраїнського центрального виконавчого комітету «Про адміністративно-територіальний поділ», в складі Триліської і Цвітнянської волостей Чигиринського повіту Київської губернії.
27 березня 1925 року, відповідно до постанови ВУЦВК та РНК УСРР «Про зміни в адміністраційно-територіяльному поділі Київщини й Поділля», район розформовано, Цвітнянську сільську раду передано до складу Чигиринського району Черкаської округи, Високо-Верещацьку, Нижнє-Верещацьку, Ново-Осоцьку, Соснівську, Староосоцьку, Триліську і Янівську сільські ради — до складу Олександрівського району Черкаської округи.